# MN 25
MN 25 (Mongol: MN 25 суваг) es una emisora de noticias por televisión de Mongolia. Actualmente es propiedad de B. Nandintushig.
Fue fundada en septiembre de 1996 por АE and JAAG LLC. MN 25 fue el primer canal televisión privada en Mongolia. El canal produce y transmite programas 19 horas al día. Tiene 110 empleados a tiempo completo.